# Juliszew
Juliszew – wieś w Polsce, położona w województwie mazowieckim, w powiecie płockim, w gminie Słubice.
W skład sołectwa Juliszew-Sady wchodzą wsie Juliszew i Sady.  
Do 1954 roku siedziba wiejskiej gminy Czermno. W latach 1954–1972 wieś należała i była siedzibą władz gromady Juliszew. W latach 1975–1998 miejscowość administracyjnie należała do województwa płockiego.
Podczas powodzi 23 maja 2010 doszło do przerwania wału przeciwpowodziowego na Wiśle w Świniarach. Miejscowość częściowo zalana i ewakuowana. 8 czerwca tego samego roku podczas drugiej fali powodziowej woda ponownie zalała miejscowość.